# Російський екзархат
 Російський екзархат Української православної церкви Київського патріархату, до якого входять Білгородська  єпархія. Екзархом Всеросійським, керуючим Російського екзархату є Іоасаф, митрополит Білгородський і Обоянський. Вікарій Білгородської єпархії є єпископ Валуйський Петро (Москальов). 